# Nanna pia
Nanna pia là một loài bướm đêm thuộc phân họ Arctiinae, họ Erebidae.